# 四分一 (合金)

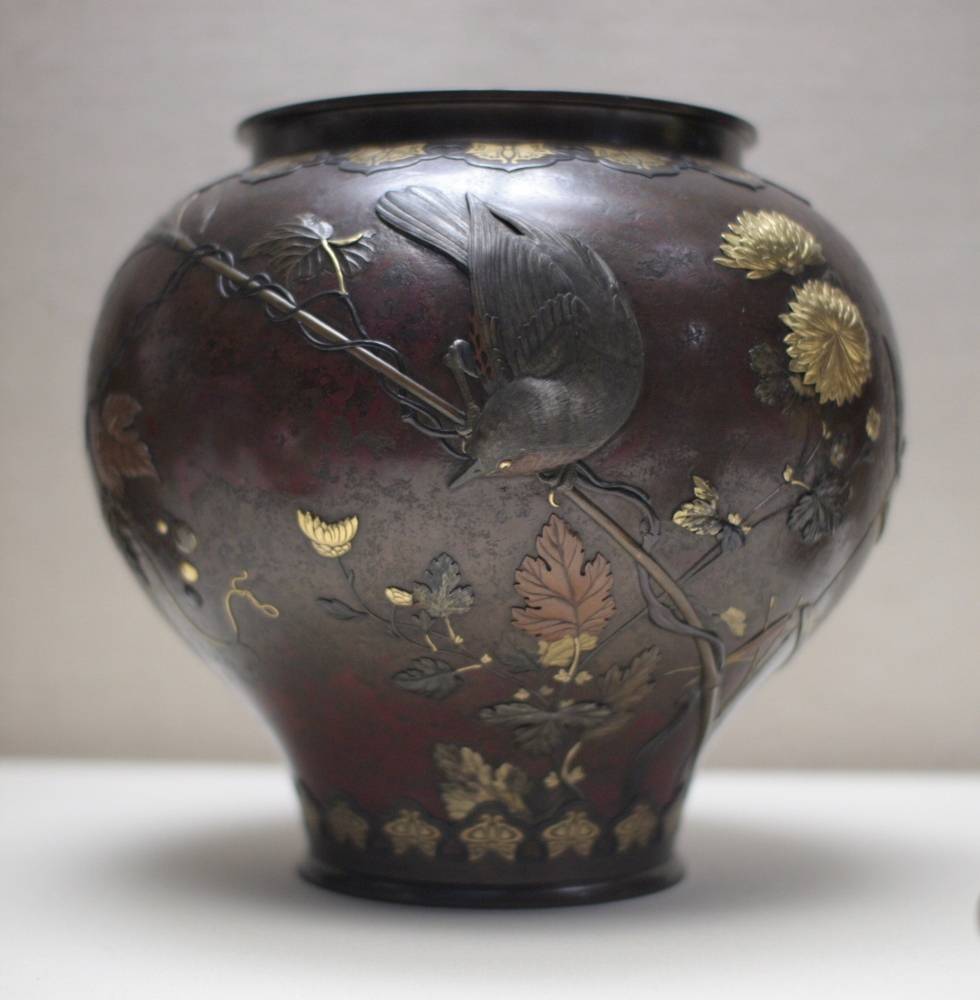
明治時代の青銅の鋳物
金、赤銅、四分一、銅で装飾されている。ヴィクトリア&アルバート博物館

四分一（しぶいち）とは金属工芸で使われてきた日本古来の色金（いろがね）のひとつで銀と銅の合金である。合金における銀の比率が四分の一である事から名付けられた。　煮色仕上げで美しい銀灰色を示すことから朧銀（ろうぎん、おぼろぎん）とも呼ばれる。　朧銀には他に銀の表面に梨地（なしぢ）をつけ光沢を消したものも含まれる。　

## 「四分一」の種類
四分一には銀の含有率は23-60％の幅でいくつか異なった合金があり、異なった色合いを呈する。　より銀の含有量が多くなると白っぽくなる。
| 種類                         | 銀：銅 +金の割合 | 備考 色はいずれも煮色仕上げ後のもの       |
| ---------------------------- | ---------------- | ----------------------------------------- |
| （並）四分一                 | 25：75 金微量    | 暗い灰色                                  |
| 白四分一 (金一分差し)        | 60：40 +1        | 白っぽい灰色 硬く加工しづらい、融点は低い |
| 上四分一 (金一分差し)        | 40：60 +1        | 灰色、硬く加工しづらい                    |
| 並四分一 内三分 (金一分差し) | 30：70 +1        | 濃い灰色                                  |
| 並四分一 外三分 (金一分差し) | 23：77 +1        | 内三分より、さらに濃い灰色                |

黒四分一　(金一分差し)　
これは上記の「四分一」とは異なり、「四分一」を40％と「赤銅」を60％合わせたものに、さらに金を1％混ぜた合金である。　煮色仕上げで赤銅の青みがかった黒とは異なった黒色が得られる。仮に三分挿し（金3％）の赤銅を使ったとして、銀9.9％、銅87.3％、金2.8％の比率となる。
注）
- 「金一分差し」とは母金10匁（100分=37.5ｇｒ）に対し1分の金という意味である。
- 「並四分一」の「内・外三分」の「三分」は正確ではないが、それぞれ銀を3分増量または減量という意味である。